# Закарян, Каро Оганесович
Каро́ Огане́сович (Иванович) Закаря́н (арм. Կարո Զաքարյան) — армянский советский композитор и дирижёр, народный артист Армянской ССР (1960).

## Биография
Родился 15 декабря 1895 года в Ване (ныне — Турция).
В 1916—1918 годах учился в Петроградской консерватории по классу специальной теории музыки у С. М. Ляпунова, затем в Тбилисской консерватории по классу композиции у Н. Н. Черепнина и М. М. Ипполитова-Иванова.
В 1921—1929 годах Закарян был хормейстером и педагогом в Доме армянского искусства в Тбилиси. В 1929 году переехал в Ереван, где преподавал в консерватории по хоровому классу.
В 1938—1953 годах руководил хором Ереванского радио. С 1949 года член КПСС.
Закарян собирал курдские народные песни, сочинял на армянской народной основе. Известен главным образом как хоровой композитор.
Скончался 11 мая 1967 года в Ереване.

## Награды и звания
- Заслуженный деятель искусств Армянской ССР (7.03.1939).
- Народный артист Армянской ССР (1960).
- Два ордена «Знак Почёта» (04.11.1939 — «за выдающиеся заслуги в деле развития армянского театрального и музыкального искусства», 27.06.1956).

## Сочинения
- Оперы:

- «Братец барашек» (1924, Тбилиси, по Туманяну)
- «Марджан» (1941, Ереван)
- «Агаси» (1952)

- Для оркестра:

- Партизанская сюита (1941)
- Поэма (1944)

- «Пионерия» (1936, Ереван, балет)
- «Страна моя родная» (1943, кантата)
- Соната для скрипки и фортепиано
- Пьесы для виолончели и фортепиано
- Хоры
- Раздан (1955, хоровая поэма)
- Хоровые сюиты

и др.